# Mariakapel (Vredepeel)

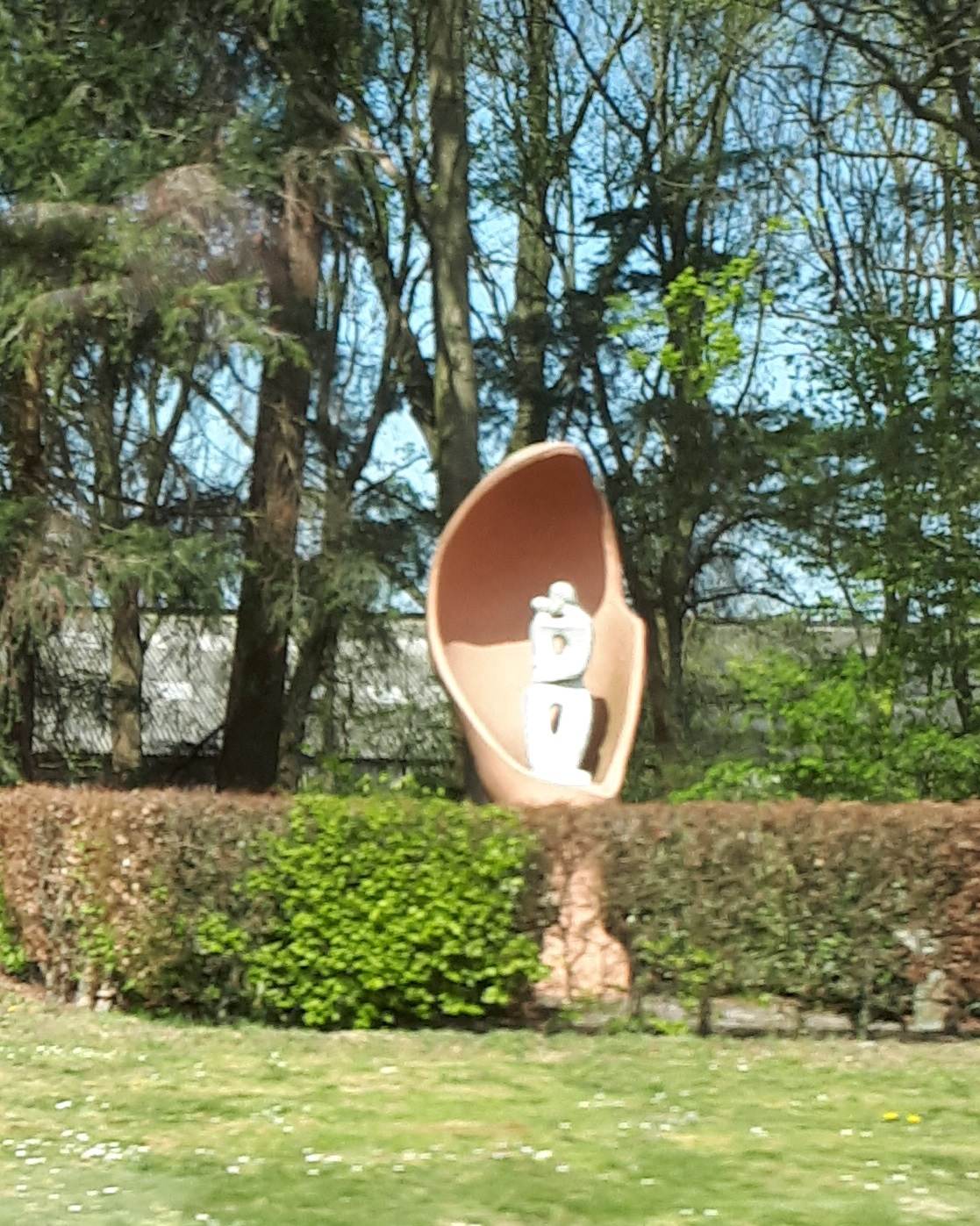
De Mariakapel

De Mariakapel is een kapel in Vredepeel in de Nederlands Noord-Limburgse gemeente Venray. De kapel staat ten oosten van het dorp op de hoek van de Beekweg met de Ripseweg (N277).
De kapel is gewijd aan Maria, specifiek aan de Koningin van de Vrede.

## Geschiedenis
In 1965 werd de kapel gebouwd toen de Midden-Peelweg werd aangelegd als geschenk van het bedrijf dat deze weg had aangelegd.

## Bouwwerk
De roodbruin geschilderde kapel heeft de vorm van een betonnen ovale schelp die geplaatst is op een dubbele voet. De vorm van de schelp is als het ware de schil van een ei die over de lengte doorgesneden is. In de schelp staat op een verhoging het dwars geplaatste witte Mariabeeld dat van de hand is van Jan van den Thillart. Het beeld is half abstract en figuratief en toont Maria met op haar schoot het kindje Jezus dat naar Maria gericht is, waarbij Jezus Maria bij de schouders vast houdt en Maria Jezus op zijn voorhoofd kust.